# Altstadt II (Mülheim an der Ruhr)
Altstadt II ist ein Stadtteil der kreisfreien, nordrhein-westfälischen Stadt Mülheim an der Ruhr.

## Lage
Der bevölkerungsreichste Stadtteil Mülheims liegt im Stadtbezirk Rechtsruhr-Süd, mit Ausnahme der statistischen Bezirke Papenbusch (Altstadt-Nord) und Altstadt-Nordost, die zu Rechtsruhr-Nord gehören. Er grenzt an Styrum, Dümpten, Heißen, Altstadt I und, auf der anderen Seite der Ruhr, an Broich.